# TNA Lockdown (2009)
Lockdown 2009 est un pay-per-view de catch organisé par la fédération Total Nonstop Action Wrestling et qui s'est déroulé le 19 avril 2009 à Philadelphie.
Comme chaque année, la quasi-totalité des matchs étaient des Six Sides of Steel cage match.

## Contexte
Les spectacles de la Total Nonstop Action Wrestling en paiement à la séance sont constitués de matchs aux résultats prédéterminés par les scénaristes de la TNA, justifiés par des rivalités ou qualifications survenues dans l'émission TNA Impact!.
Les scénarios ici présentés sont la version des faits telle qu'elle est présentée lors des émissions télévisées. Elle respectent donc le Kayfabe de la TNA.

## Matchs
| #                                                          | Matchs | Stipulation | Temps |
| ---------------------------------------------------------- | --- | --- | ----- |
| Dark                                                       | Eric Young bat Danny Bonaduce | Six Sides of Steel cage match                                                                                   | 03:24 |
| 1                                                          | Suicide (c) bat Jay Lethal, Consequences Creed, Sheik Abdul Bashir et Kiyoshi                                                                                      | Xscape match pour le Championnat de la Division X de la TNA                                                     | 11:37 |
| 2                                                          | ODB bat Daffney, Madison Rayne et Sojournor Bolt | Queen of the Cage match                                                                                         | 06:05 |
| 3                                                          | The Motor City Machine Guns (Chris Sabin et Alex Shelley) (c) battent The Latin American Xchange (Homicide et Hernandez) et No Limit (Naito and Yujiro)            | Three Way Tornado Tag Team Six Sides of Steel cage match pour le Championnat par équipe poids-lourds de la IWGP | 11:49 |
| 4                                                          | Matt Morgan bat Abyss | Doomsday Chamber of Blood match                                                                                 | 12:26 |
| 5                                                          | Angelina Love bzt Awesome Kong (c) et Taylor Wilde | Three Way Six Sides of Steel cage match pour le Championnat Féminin des Knockout de la TNA                      | 06:53 |
| 6                                                          | Team 3D (Brother Ray et Brother Devon) (champions IWGP) battent Beer Money, Inc. (Robert Roode et James Storm) (champions TNA)                                     | Street Fight pour les championnats du Monde par équipe de la TNA et par équipe de la IWGP                       | 14:59 |
| 7                                                          | Team Jarrett (Jeff Jarrett, Samoa Joe, A.J. Styles et Christopher Daniels) battent Team Angle (Kurt Angle, Scott Steiner, Booker T et Kevin Nash) (avec Sharmell). | Lethal Lockdown                                                                                                 | 23:01 |
| 8                                                          | Mick Foley bat Sting (c) | Six Sides of Steel cage match pour le Championnat du Monde poids-lourds de la TNA                               | 15:54 |
| (c) désigne le champion défendant son titre dans le match. | | |       |